# 法蘭克·卡普里奧
法蘭克·卡普里奧（英語：Frank Caprio，1936年11月23日—2025年8月20日）曾為美國羅德島州普羅維登斯市的首席市政法官，羅德島州高等教育理事會（Rhode Island Board of Governors for Higher Education）主席。他的審判工作被拍攝为節目，最初於WLNE-TV播出，隨後很快也在福斯廣播公司的自有地方電視臺播出。

## 生平
卡普里奧曾任職羅德島州高等教育理事會主席，監督州內所有公立學院與大學每年600萬美元的預算與重大決策。他曾被連續三任羅德島州州長提名擔任該職位。他也曾是羅德島州初等與中等教育董事會（Rhode Island Board of Regents for Elementary and Secondary Education）成員之一。
卡普里奧還多次當選為民主黨全國代表大會代表，且曾被提名擔任1970年的羅德島州司法部長，以及1978年普羅維登斯市長民主黨候選人。
於2023年1月退休，並擔任普羅維登斯市議會為其開設的榮譽首席法官職位。
2023年12月6日，卡普里奧在其youtube频道上发布影片宣布其患有胰腺癌。
2025年8月19日，卡普里奧在社群媒體上發布消息稱，他因健康問題在普羅維登斯住院。第二天，他安祥逝世，享年88歲。

## 個人生活
卡普里奧的配偶為喬伊斯·卡普里奧（Joyce Caprio）。他們共育有5名小孩，包含前羅德島州主計長法蘭克·T·卡普里奧，以及美國眾議員暨羅德島州民主黨主席大衛·卡普里奧。

## 軼事
- 卡普里奧近年來因為當地節目的播出而享有名氣，該節目於無線電視臺WLNE-TV與普羅維登斯當地的州內有線互連頻道播出，以卡普里奧在普羅維登斯市地方法院（Providence Municipal Court）中未剪輯的訴訟過程為主要內容[8]。